# Корветы типа «Дескубьерта»
Корветы типа «Дескубьерта» — серия корветов, построенная для ВМС Испании в конце 1970-х и начале 1980-х годов. Эти корабли были также проданы египетскому и марокканскому флоту. Корабли были спроектированы в сотрудничестве с немецкой компанией Blohm & Voss на основе корветов типа «Жоао Коутиньо», которые были разработаны в конце 1960-х годов для португальского флота португальским военно-морским инженером Рожерио де Оливейра. Для второй партии была предложена увеличенная версия, но ВМС Испании, отказались от неё в пользу постройки по лицензии американских фрегатов типа «Оливер Хазард Перри». 

## Состав серии

### ВМС Испании
| Корабль          | Номер | Верфь     | В стою     | Списан     | Примечание                          |
| ---------------- | ----- | --------- | ---------- | ---------- | ----------------------------------- |
| Descubierta      | F31   | Картахена | 18.11.1978 | 30.06.2009 | С 2000 г. — патрульный корабль P-75 |
| Diana            | F32   | Картахена | 30.06.1979 | 27.05.2015 | C 2000 г. — корабль поддержки M-11  |
| Infanta Elena    | F33   | Картахена | 12.04.1980 |            | С 2000 г. — патрульный корабль P-76 |
| Infanta Cristina | F34   | Картахена | 24.11.1980 |            | С 2000 г. — патрульный корабль P-77 |
| Cazadora         | F35   | Ферроль   | 02.07.1981 | 26.04.2018 | С 2000 г. — патрульный корабль P-78 |
| Vencedora        | F36   | Ферроль   | 27.03.1982 | 01.01.2017 | С 2000 г. — патрульный корабль P-79 |

### Египетский флот
| Название | Номер | Верфь          | В строю    | Статус  |
| -------- | ----- | -------------- | ---------- | ------- |
| El Suez  | F946  | Базан, Ферроль | 21.08.1984 | В строю |
| Abo Qir  | F941  | Базан, Ферроль | 27.10.1984 | В строю |

### Королевский марокканский флот
Марокканское судно оснащено ракетами Exocet вместо ракет Harpoon. 
| Название                     | Номер | Верфь          | В строю    | Статус  |
| ---------------------------- | ----- | -------------- | ---------- | ------- |
| Lieutenant Colonel Errhamani | 501   | Базан, Ферроль | 28.03.1983 | В строю |

## Галерея
- Инфанта Елена (P-76), экс-F33, в 2008 году
- Марокканский подполковник Эррхамани (F 501).
- Descubierta (P-75), бывший F31
- Диана (М-11), экс-F32
- Инфанта Кристина (P-77), бывший F34
- Казадора (P-78), Ex-F35
- Vencedora (P-79), бывший F36

## Использованная литература
Цитирование
1. 1 2 3 4 5 6 7 8 9  JFS 2015-2016 гг.
2. ↑  La Armada da de baja al patrullero 'Descubierta' tras 31 años de servicio (исп.). La Verdad. 30 июня 2009. Архивировано 8 июля 2017. Дата обращения: 24 октября 2014.
3. ↑  La Armada española da de baja oficialmente el buque de mando de MCM "Diana" (исп.). Defensa.com. 27 мая 2015. Архивировано 29 декабря 2016. Дата обращения: 28 декабря 2016.
4. ↑  La Armada retira en Cartagena su patrullera de altura 'Cazadora' tras 36 años de servicio (исп.). La Verdad. 26 апреля 2018. Архивировано 14 июля 2018. Дата обращения: 8 ноября 2018.
5. ↑  Last deployment of the offshore patrol vessel 'Vencedora (P-79) (англ.). Spanish Armada. 1 декабря 2016. Архивировано 29 декабря 2016. Дата обращения: 28 декабря 2016.

использованная литература
- Conway's All the World's Fighting Ships 1947–1995. Naval Institute Press. 1996. ISBN 1557501327.